# 삼례읍
삼례읍(參禮邑)은 전북특별자치도 완주군에 속해 있는 읍이다. 전라선이 통과하며, 전라선의 주요 역인 삼례역이 소재해 있다. 부근의 봉동읍, 용진읍과 같이 만경강의 충적 평야 지대에 있기 때문에, 농업이 발달하여, 쌀, 목화, 콩 등이 많이 난다.

## 연혁
- 백제 : 우소저현(于召渚縣)
- 남북국 시대(통일신라) : 우주(紆州)
- 조선 중기 : 우주현(紆州縣)
- 1872년 : 전주부 우서면으로 분할
- 1885년 : 전주부에서 창덕면(昌德面)으로 개칭
- 1907년 : 전주부 삼례면으로 개칭
- 1935년 10월 1일 : 완주군 삼례면이 됨
- 1937년 7월 1일 : 익산군 왕궁면 온수리 일부를 병합해 화산마을로 명명
- 1956년 7월 8일 : 삼례읍으로 승격(법률 제395호)
- 1957년 11월 6일 : 완주군 초포면 하리를 병합함
- 1986년 10월 1일 : 석전리 남석전(南石田)에서 원석전(元石田)을 분리함
- 1989년 1월 1일 : 후정리(後亭里) 원후상(元後上)에서 후상(後上)을 분리함
- 1990년 1월 1일 : 삼례리 원후동(元後洞)에서 후동(後洞)을 분리
- 1998년 1월 21일 : 삼례리 가인(加仁)에서 장산아파트, 대영아파트, 동원아파트를 분리, 삼례리 태평(太平)에서 우성아파트를 분리, 후정리 원역전(元驛前)에서 유진아파트를 분리
- 1999년 5월 22일 : 삼례리 마천(馬川)에서 후정리 대명아파트를 분리
- 1999년 10월 20일 : 삼례리 새터에서 주공아파트를 분리, 후정리 원후정(元後亭)에서 신후정(新後亭)과 분리
- 2005년 11월 1일 : 삼례리 주공아파트에서 주공한내를 분리

## 행정 구역
- 구와리
- 삼례리
- 석전리
- 어전리
- 해전리
- 수계리
- 신금리
- 신탁리
- 후정리
- 하리

## 주요 기관

### 관공서
- 삼례읍사무소
- 완주소방서
- 완주소방서 삼례119안전센터
- 완주경찰서 삼례지구대
- 완주대대 삼례읍대

### 금융 기관
- 삼례농협
- 완주우체국
- 삼례신용협동조합

### 의료 기관
- 삼례보건소

### 교육 기관
- 삼례초등학교
- 삼례동초등학교
- 삼례중앙초등학교
- 삼례중학교
- 수소에너지고등학교
- 한별고등학교
- 우석대학교 전주캠퍼스
- 삼례도서관

### 주거
| 단지명                         | 건설사         | 시행사       | 주소               | 입주        | 비고     |
| ------------------------------ | -------------- | ------------ | ------------------ | ----------- | -------- |
| 완주 푸르지오 더 퍼스트        | 대우건설       | ㈜와이드한   |                    | 2022년 11월 |          |
| 완주삼봉 우미린 에코포레       | 우미건설       | 우미건설     |                    | 2022년 12월 |          |
| 완주삼봉 중흥S-클래스 에듀파크 | 중흥토건㈜     | ㈜새솔건설   |                    | 2023년 10월 |          |
| 삼례주공 1단지                 | 우남종합건설㈜ | 대한주택공사 | 왕궁로 56 (삼례리) | 1998년 10월 |          |
| 삼례주공 2단지                 | ㈜제일건설     | 대한주택공사 |                    | 2005년 2월  | 국민임대 |

## 교통

### 버스
- 삼례공용버스터미널
- 우석대학교 버스종점, 정류장
- 전주시의 시내버스

### 도로
- 호남고속도로 삼례 나들목
- 국도 제1호선
- 국도 제27호선
- 지방도 제799호선

### 철도
- 전라선 삼례역